# Sarah Marshall
Sarah Marshall (ur. 25 marca 1933 w Londynie, zm. 18 stycznia 2014 w Los Angeles) – brytyjska aktorka filmowa i telewizyjna.

## Filmografia
seriale
- 1948: Studio One jako Fay
- 1958: 77 Sunset Strip jako Harriet
- 1967: Ironside jako Jan Merlin
- 1977: Three’s Company jako madame Clara
- 1982: Detektyw Remington Steele jako Susan Claireborne

film
- 1954: King Richard II jako dama dworu
- 1965: A Rage to Live jako Connie
- 1993: Dave jako Diane
- 1995: Młodzi gniewni jako bibliotekarka
- 2012: Bad Blood... the Hunger jako pan Weston